# Michelangelo Cerquozzi

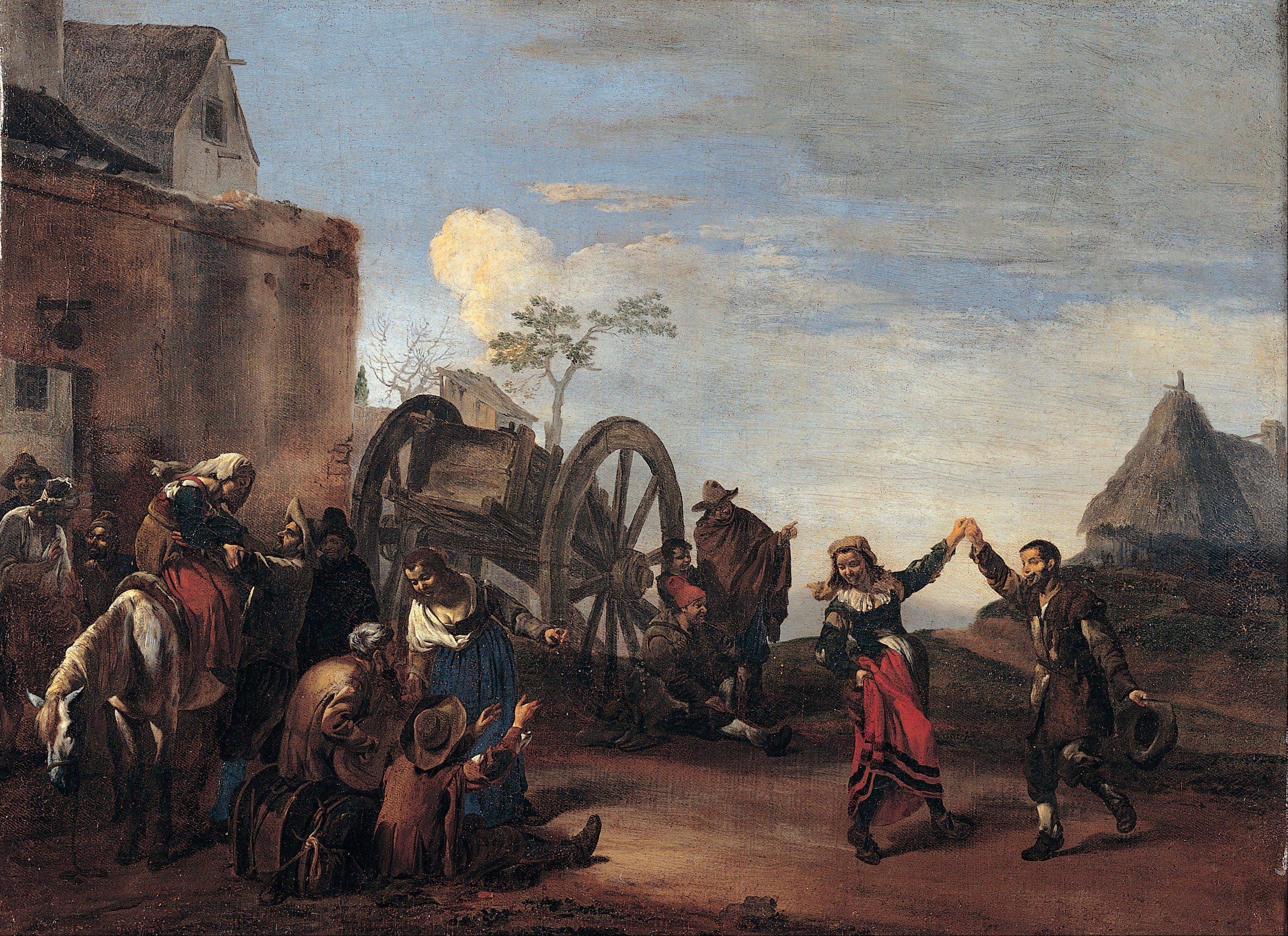
Beispiel für Michelangelo Cerquozzis Bambocciade-Malerei

Michelangelo Cerquozzi, genannt delle Battaglie und delle Bambocciate (geboren 18. Februar 1602 in Rom; gestorben 6. April 1660 ebenda) war ein italienischer Barockmaler.

## Leben
Cerquozzi war der Sohn des Lederhändlers Marcello Cerquozzi und dessen Frau Lucia (geborene Vassalli). Mit zwölf Jahren kam er in die Schule des Giuseppe Cesari, genannt il Cavaliere d’Arpino, dann in die des Flamen Jacob de Hase, der damals in Rom wegen seiner Schlachtengemälde beliebt war. Cerquozzi begann ebenfalls, Schlachten zu malen, aber auch Stillleben, und gewöhnte sich an eine scharfe Naturbeobachtung. Noch vor seinem 20. Lebensjahr malte er ein Bild für den spanischen Botschafter. Danach folgte eine Phase der Krankheit und Not, woraus ihn der Maler Domenico Viola, mit dem er befreundet war, rettete.
Um 1625 machte Pieter van Laer die Bambocciade-Malerei in Rom populär. Cerquozzi wandte sich mit Eifer und Erfolg dieser neuen Stilrichtung zu und zeigte schnell eine starke natürliche Begabung für sie. Seine Bilder fanden rasch viele Liebhaber, so dass er zu Wohlstand kam und sich zwischen der Piazza di Spagna und der Villa Medici ein Haus kaufen konnte. Er unterstützte auch andere Maler finanziell, wie beispielsweise den aus Frankreich nach Rom gekommenen Jacques Courtois.
Ab 1634 war er Mitglied der Accademia di San Luca.
Als seine Schüler gelten die Maler Francesco Corti und Bonaventura Giovanelli.